# Lukáš Vlček (herec)
Lukáš Vlček (* 30. září 1981 Brno) je český divadelní herec.
Vystudoval všeobecné gymnázium a následně v roce 2004 muzikálové herectví na Divadelní fakultě Janáčkovy akademie múzických umění v Brně. Od roku 2001 hraje v Městském divadle Brno, kde roku 2005 získal stále angažmá v muzikálovém souboru. Od roku 2022 je stálým členem muzikálového souboru Národního divadla moravskoslezského v Ostravě. 
V roce 2024 získal cenu Thálie v kategorii opereta, muzikál za roli Billyho Flynna v muzikálu Chicago v Národním divadle moravskoslezském.

## Role vMdB
- Talimon – Cikáni jdou do nebe
- Lévi, Číšník – Josef a jeho úžasný pestrobarevný plášť
- Robert – Mam´zelle Nitouche
- Rochefort – Tři mušketýři
- Frederik – Nahá múza
- Havran – Ptákoviny podle Aristofana
- Robertson Ay – Mary Poppins
- Venantius ze Selvemeku – Jméno růže
- Amos Hart – Chicago
- Javert – Bídníci
- Simnon Stride – Jekyll a Hyde
- Vypravěč – Pokrevní bratři
- Nick Arnstein – Funny Girl
- Múz zamlada – Cats
- Fůrius – Let snů LILI

## Role v NDM
- Armand – Marguerite
- Jim Kenyon – Rose Marie
- Ivánek – Mrazík
- Nick Arnstein – Funny Girl
- Ježíš – Jesus Christ Superstar
- Maxim de Winter – Rebecca
- Lord Evelyn Oakleigh – Děj se co děj
- Charles Favart – Madame Favart
- Tybalt – Romeo a Julie, poselství lásky
- Max Bialystock – Producenti
- Sweeney Todd – Sweeney Todd: Ďábelský lazebník z Fleet Street
- Bill Sikes – Oliver!
- Billy Flynn – Chicago
- Císař Franz Josef – Elisabeth